# 交響曲第37番 (モーツァルト)
ヴォルフガング・アマデウス・モーツァルトの交響曲第37番 ト長調 K. 444は、フランツ・ヨーゼフ・ハイドンの弟ミヒャエル・ハイドンの交響曲第25番 ト長調 MH 334 P. 16に、モーツァルトがアダージョ・マエストーゾの序奏を書き加えたものである。

## 概要
1783年10月に故郷のザルツブルク経由でリンツへ到着したモーツァルトは、同月31日にトゥーン・ホーエンシュタイン伯爵邸へ滞在して歓待を受け、伯爵から演奏会の開催とそこで披露するための新しい交響曲の作曲を依頼された。モーツァルトはこれを快諾するが、その演奏会の日取りは11月4日、わずか3日後であった。この日に書かれた父レオポルト宛の書簡でモーツァルトは「手持ちの交響曲が一つもないので、いまから急いで作曲しなければならない」ことを伝えている。
結局演奏会は成功裏に終わっているのでモーツァルトは実際に3日で交響曲を完成させているが、リンツ滞在期に書かれたと考えられる交響曲は2つ（第36番 K. 425「リンツ」および第37番）存在するため、この2曲のうちのいずれかがわずか3日で書き上げられて初演されたものということになる。翌1784年5月15日のレオポルト宛書簡で第36番のことを「トゥーン伯爵のために書いたもの」と説明しているところから、こちらが演奏会用に作曲したものであると見なされ、「リンツ」の通称がつけられることになった。
しかし1907年、M. ハイドンの研究家ペルガー（M. ハイドンの作品番号を表す「P(erger).」は彼の名に基づく）によって、もう一方の第37番に関して新たな事実が明らかになった。それまでモーツァルトの交響曲第37番として知られていた作品は、M. ハイドンが1783年5月に作曲した交響曲第25番P.16にモーツァルトが作曲した序奏をつけ加えたにすぎないものだということが判明したのである。これを受けて1964年に刊行されたケッヘルカタログ第6版では、この序奏のみをモーツァルトの作品として記載し、ケッヘル番号も従来のK. 444からK. 425a / Anh. A53（Anh.は断片などを表す）へと変更された。また、第38番以降の交響曲はいずれもモーツァルトの代表作であり、曲そのものと番号とが強く結び付けられて記憶されているため、番号の繰上げ変更がなされることはなく、交響曲第37番は欠番となった。
この事実が報告されて以来、トゥーン伯爵のために3日で作曲したのは第37番（とされてきた交響曲。以下K. 425a）だったのではないかという説が有力になった。「リンツ」ほど完成度の高い交響曲をわずか3日で仕上げるのは常人には不可能、いかに天才モーツァルトといえども困難だったはずであり、少なくとも他人の作品に序奏を追加しただけで間に合わせたとみた方が、レオポルト宛書簡との食い違いが生じるにはせよ現実的だからである。また、モーツァルトはM. ハイドンとかねてから親しい友人であり、同じ1783年にM. ハイドンが体調を崩してコロレド大司教から依頼されていた作曲の仕事を落しそうになっていたときには代作を自ら買って出て、急遽ヴァイオリンとヴィオラのための二重奏曲（K. 423とK. 424）を作曲して危機を救ったこともあるため、今度はモーツァルトを助けるためにM. ハイドンの方から自分の曲を貸したという可能性も考えられた。
ところが、K. 425aについての研究が進められた結果、アラン・タイソンによってさらなる新事実が発表された。序奏を加筆するに当たってモーツァルトの使用した五線紙は、モーツァルトがリンツを離れてウィーンへ戻った1783年12月以降、正確には1784年の2月から4月というごく限定された時期にしか用いられていないものだったのである。したがってトゥーン伯爵のためにリンツで作曲した交響曲がK. 425aであるという新説は否定され、従来の学説どおり第36番「リンツ」がその曲であることも明らかになった。
しかし、速筆をもって知られるモーツァルトならば第36番を3日で作曲することまではできたとしても、その上にオーケストラのメンバー用の譜面の作成とリハーサルもこなさなければならなかったことも考え合わせれば物理的な不可能性は否定しようがなく、いかにして初演に間に合わせることができたのかは不明のままである。

## 楽器編成
- 第1ヴァイオリン
- 第2ヴァイオリン
- ヴィオラ
- チェロ
- コントラバス
- 2 オーボエ
- 2 ホルン
- フルート （第2楽章のみ）

## 曲の構成
- 第1楽章 アダージョ・マエストーソ (序奏) - アレグロ・コン・スピリート
ト長調、4分の3拍子 (序奏) - 4分の4拍子。
- 第2楽章 アンダンテ・ソステヌート
ハ長調、4分の2拍子。
- 第3楽章 アレグロ・モルト
ト長調、8分の6拍子。

## 備考
「ポストホルン」の名で知られるセレナーデ第9番K. 320は全7楽章からなるセレナーデだが、かつては全3楽章の交響曲に編曲されて演奏されたことがある。この前例に基づき、2006年6月に「ポストホルン」を再度全4楽章の交響曲形式として編成（第1、5、6、7楽章を抜粋）して「新・交響曲第37番」の名で発表するという試みが東京ニューシティ管弦楽団によって行われたことがある。